# 桑塔岩
桑塔岩（英語：Santa Rock），是南極洲的岩石，位於南桑威奇群島，處於溫德凱申島西北面2.8公里，在1930年由英國研究隊繪入地圖和命名，由英國海外領土管轄。